# Vaejovis setosus
Espèce
Vaejovis setosus est une espèce de scorpions de la famille des Vaejovidae.

## Distribution
Cette espèce est endémique du Oaxaca au Mexique. Elle se rencontre dans la Sierra Juárez.

## Description
Vaejovis setosus mesure de 17 à 28 mm.

## Publication originale
- Sissom, 1989 : « Systematic studies on Vaejovis granulatus Pocock and Vaejovis pusillus Pocock, with descriptions of six new related species (Scorpiones, Vaejovidae). » Revue Arachnologique, vol. 8, no 9, p. 131-157.